# Kolomyja
Kolomyja, deutsch Kolomea (ukrainisch Коломия, polnisch Kołomyja, rumänisch Colomeea), ist eine Stadt in der westukrainischen Oblast Iwano-Frankiwsk am linken Ufer des Flusses Pruth. Die Stadt hat 60.821 Einwohner (2022).

## Geographie
Die nördlich und nordwestlich der Innenstadt liegenden Siedlungen Baginsberg und Mariahilf sind heute Stadtteile. Die Stadt selbst wird vom gleichnamigen Rajon Kolomyja umschlossen, war jedoch bis zum 17. Juli 2020 selbst kein Teil desselben.
Am 6. September 2018 wurde die Stadt zum Zentrum der neugegründeten Stadtgemeinde Kolomyja (Коломийська міська громада Kolomyjska miska hromada). Zu dieser zählen auch noch die fünf Dörfer Iwaniwzi (Іванівці), Kubajiwka (Кубаївка), Sadschawka, Schepariwzi (Шепарівці) und Towmatschyk (Товмачик); bis dahin bildete es die gleichnamige Stadtratsgemeinde Kolomyja (Коломийська міська рада/Kolomyjska miska rada) im Rajon Kolomyja.
Am 22. November 2018 kam noch das Dorf Woskressynzi zum Gemeindegebiet.
Am 12. Juni 2020 kamen noch vier weitere Dörfer zur Gemeinde.
Folgende Orte sind neben dem Hauptort Kolomyja Teil der Gemeinde:
| Name                     | Name        | Name                       | Name        | Name        | Name |
| ------------------------ | ----------- | -------------------------- | ----------- | ----------- | ---- |
| ukrainisch transkribiert | ukrainisch  | russisch                   | rumänisch   | polnisch    |      |
| Iwaniwzi                 | Іванівці    | Ивановцы (Iwanowzy)        | Ivanivți    | Iwanowce    |      |
| Hruschiw                 | Грушів      | Грушев (Gruschew)          | Hrușiv      | Hruszów     |      |
| Kornytsch                | Корнич      | Корнич (Kornitsch)         | Kornîci     | Kornicz     |      |
| Koroliwka                | Королівка   | Королёвка (Koroljowka)     | Coroliovca  | Korolówka   |      |
| Kubajiwka                | Кубаївка    | Кубаевка (Kubajewka)       | Kubaiivka   | Kubajówka   |      |
| Rakiwtschyk              | Раківчик    | Раковчик (Rakowtschik)     | Rakivciîk   | Rakowczyk   |      |
| Sadschawka               | Саджавка    | Саджавка                   | Sadjavka    | Sadzawka    |      |
| Schepariwzi              | Шепарівці   | Шепаровцы (Scheparowzy)    | Șeparivți   | Szeparówce  |      |
| Towmatschyk              | Товмачик    | Товмачик (Towmatschik)     | Tovmaciîk   | Tłumaczyk   |      |
| Woskressynzi             | Воскресинці | Воскресинцы (Woskressinzy) | Voskresînți | Oskrzesińce |      |

## Geschichte

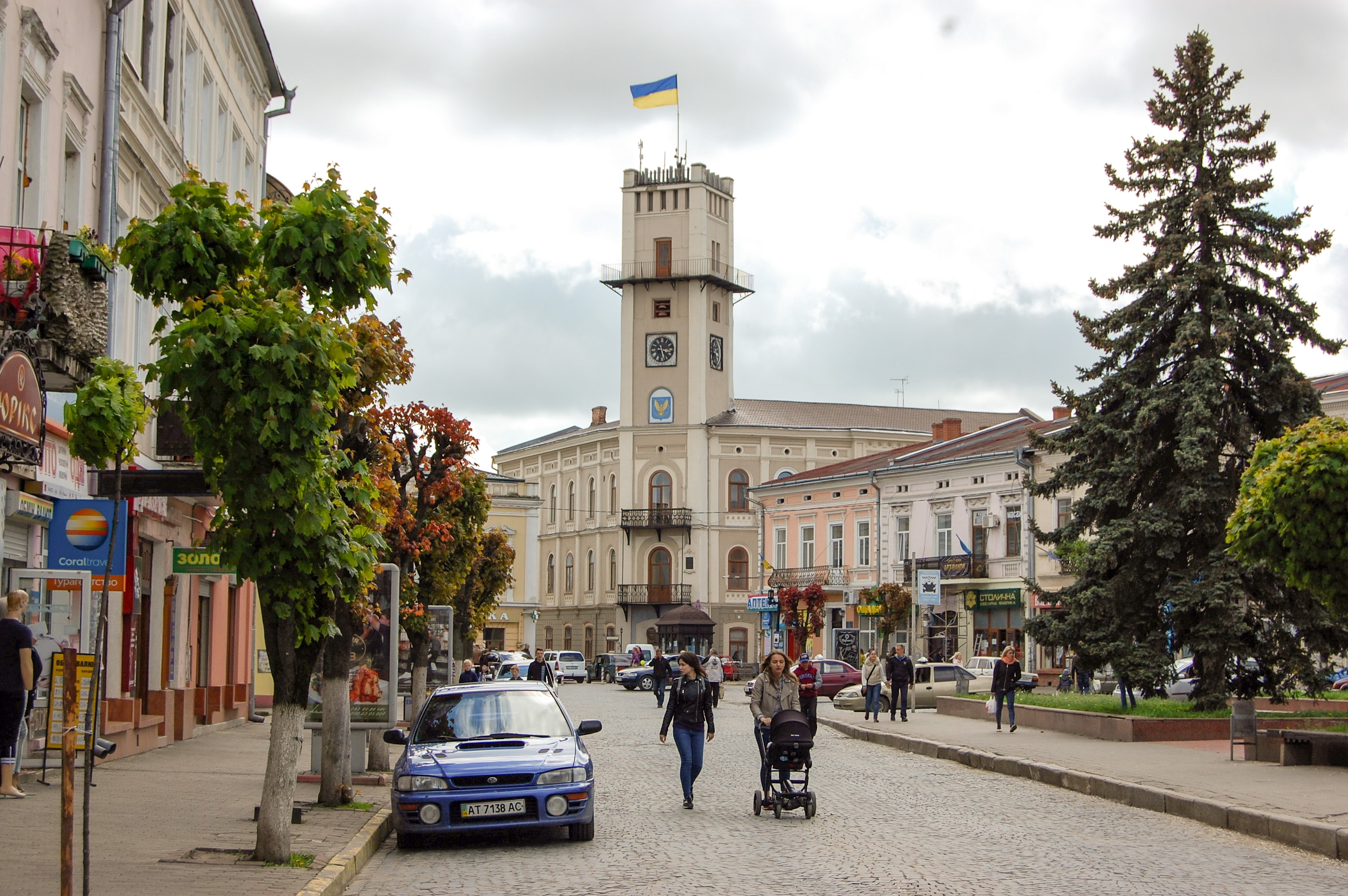
Rathaus im Stadtzentrum

Gegründet wurde die Stadt vermutlich von Koloman, Fürst von Halicz, um 1200. Erstmals erwähnt wurde der Ort im Jahre 1240.
Die erste Siedlung erhielt unter Kasimir dem Großen (gestorben 1370) das Lokationsprivileg nach Magdeburger Recht. Die Stadt zeichnete sich bereits um 1370 durch ihre ethnische Vielfalt aus. Es kann davon ausgegangen werden, dass seit dem 15. Jahrhundert hier zwei administrativ eigenständige Gemeinden existierten.
Im 14. Jahrhundert wurde die Stadt Teil Polens und durch mehrere Ereignisse bedroht: Es kam zu Überfällen der Tataren aus dem Krimkhanat, das im Jahrhundert zuvor vom Osmanischen Reich unterworfen wurde, und die Überschwemmung des Pruth bewogen die polnische Bevölkerung die Stadt in der ersten Hälfte des 17. Jahrhunderts an einen anderen Ort zu verlegen.
Im 14. Jahrhundert gehörte sie zur historischen Region Pokutien, in der Zeit von 1349 bis 1772 Halitscher Land genannt, im Fürstentum Moldau von 1488 bis 1531, in der Woiwodschaft Ruthenien von 1434 bis 1772, einer administrativen Teilungseinheit des Polnisch-Litauischen-Gemeinwesen von 1569 bis 1772 mit der Hauptstadt Lemberg und dem Landtag in Sądowa Wisznia.
Nach der Ersten polnischen Teilung fiel die Stadt 1772 bis 1918 an die Habsburgermonarchie. Unter dem Namen Kolomea wurde sie 1850 zum Sitz der Bezirkshauptmannschaft Kolomea ernannt. 1867 wurde ein Bezirksgericht im Ort errichtet. Im Juni 1848 eröffnete Iwan Osarkewytsch in Kolomyia das erste öffentliche ukrainischsprachige Theater in Galizien.
Die Jüdische Gemeinde war seit dem 16. Jahrhundert aktiv. Vom 18. Jahrhundert bis zum Holocaust entwickelte sich die Stadt zu einem großen jüdischen Zentrum mit einem jüdischen Bevölkerungsanteil von 49,3 % um das Jahr 1900. Für 1939 wurde die jüdische Bevölkerung auf ca. 15.000 Menschen geschätzt. Die Stadt war ein Zentrum der jüdischen Chassidismus-Bewegung und erlebte zeitgleich eine wirtschaftliche Stagnation. 1842 errichtete die Jüdische Gemeinde in Kolomyja eine große Synagoge.
Auf dem Marktplatz der Stadt wurde 1877, unter der weitgehenden polnischen Autonomie, einer der höchsten Rathaustürme und eine ganze Reihe öffentlicher Verwaltungsgebäude errichtet.
1886 wurde eine Bahnstrecke der Kolomeaer Lokalbahnen eröffnet. Sie wurde 1967 wieder eingestellt. 
Die Bahnstrecke wurde gebaut, weil in der Nähe der Stadt eine Erdölquelle entdeckt worden war. Der Platz an der Quelle wurde „Sloboda Runhurska“ („Freies Runhurska“) genannt.
Die russische Armee begann am 4. Juni 1916 die Brussilow-Offensive. Die 9. russische Armee rieb im südlichen Gebiet der Offensive zwischen dem Dnjestr und den Karpaten die 7. k. u. k. Armee auf.
Sie eroberte Czernowitz (18. Juni), Kolomea (Ende Juni) und andere bedeutende Städte.
Nach dem Ersten Weltkrieg war die Stadt kurzzeitig Teil der Westukrainischen Volksrepublik. Die rumänischen Truppen marschierten jedoch am 28. November 1918 in Kolomea und Pokutien ein, nachdem sie die ukrainischen Verbände, die dort aufmarschiert waren, um die Bukowina zu besetzen, aufgefordert hatten, sich in Galizien bis zur Linie Nietwiska – Ottynia – Nadwórna zurückzuziehen, was diese auch taten. Die Rumänen beherrschten die Stadt und das Gebiet einige Monate lang.
Von 1919 bis 1939 war sie unter dem Namen Kołomyja Sitz eines polnischen Powiat innerhalb der Woiwodschaft Stanislau.
Die deutschstämmigen Siedler, die seit dem 19. Jahrhundert in die Stadt und deren Umgebung kamen, wurden 1940 auf Grund des Hitler-Stalin-Paktes ins Deutsche Reich ausgesiedelt. Mit Beginn des Zweiten Weltkrieges wurde die Stadt am 17. September 1939 von der Sowjetunion und im Sommer 1941 zunächst von ungarischen Truppen und ab August von der Wehrmacht besetzt. Unter deutscher Besatzung im Distrikt Galizien bestand vom 25. März 1942 bis zum Februar 1943 ein Ghetto, in welchem über 18.000 Juden leben mussten. Über 16.000 Menschen wurden in das Vernichtungslager Belzec deportiert. Im Laufe des Krieges wurde die polnische Bevölkerung größtenteils vertrieben. Am 28. März 1944 wurde die Stadt durch die Rote Armee von der deutschen Besetzung befreit und nach 1945 Teil der Ukrainischen SSR. Seit der Auflösung der Sowjetunion 1991 gehört sie zur unabhängigen Ukraine.

### Einwohnerentwicklung
| 1939   | 1959   | 1970   | 1979   | 1989   | 2001   | 2010   | 2020   |
| ------ | ------ | ------ | ------ | ------ | ------ | ------ | ------ |
| 38.300 | 31.303 | 41.054 | 52.146 | 63.323 | 61.989 | 61.186 | 61.265 |

## Politik

### Städtepartnerschaften
- Andrychów, Polen
- Nysa, Polen
- Rădăuți, Rumänien
- Sighetu Marmației, Rumänien
- Drochia, Moldawien
- Mukatschewo, Ukraine
- Mariupol, Ukraine
- Bachmut, Ukraine
- Krementschuk, Ukraine
- Tschornomorsk, Ukraine

## Kultur und Sehenswürdigkeiten

### Museen

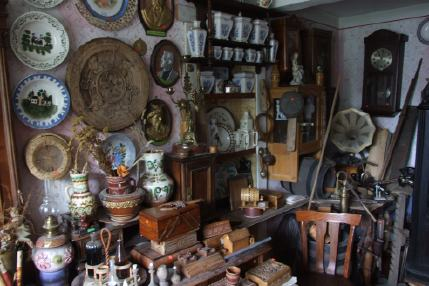
Ein Teil der Ausstellung des Heimatmuseums in Kolomyja

In Kolomyja gibt es vier Museen, die Geschichte und Kultur der Stadt und der Region widerspiegeln. Im Einzelnen sind dies das Nationalmuseum für Volkskunst von Huzulien und Pokutien (Musej narodnoho mysteztwa Huzulschtschyny ta Pokuttja im. J. Kobrynskoho, wul. Teatralna 25), das Pyssanka-Museum der Ostereierbemalung (Musej pysanskoho rospysu, prosp. W. Tschornowola 43b) und das Stadtgeschichtliche Museum Kolomyjas. Das 1986 gegründete Heimatmuseum "Proswita" in der wul. W. Blawazkoho 2 beruht auf einer Privatinitiative des Eigentümers und einzigen Mitarbeiters, des ehemaligen Biologielehrers Roman Jaworskyj (geb. 1927). Das Museum, das laut eigener Werbung rund um die Uhr zugänglich ist (Jaworskyj bewohnt die untere Etage des Gebäudes), stellt in drei völlig überfüllten Räumen Gegenstände aus den verschiedensten Epochen und Regionen aus, darunter eine große Anzahl von Münzen. Die Mehrzahl der durchgängig nicht mit Annotationen versehenen Exponate sind Gegenstände des Alltags aus der Region.

### Denkmäler
Wie in vielen anderen westukrainischen Städten, wurden auch in Kolomyja nach dem Zusammenbruch der Sowjetunion Denkmäler entfernt oder umgewidmet sowie neue für Aktivisten der nationalistischen Organisationen errichtet. Anstelle des Lenindenkmals auf dem Platz der Wiedergeburt (pl. Widrodschennja) befindet sich nun ein sitzender Taras Schewtschenko auf dem alten Sockel. Eine Büste des Dichters befindet sich außerdem im Schewtschenko-Park, eine Gedenktafel erinnert darüber hinaus auf dem Schewtschenko-Platz an ein 1914 zerstörtes Denkmal für den "ukrainischen Goethe". Die große Anlage für die Gefallenen des "Großen Vaterländischen Krieges ist nun den im Zweiten Weltkrieg "für die Freiheit der Ukraine gefallenen" Kämpfern (Inschrift) gewidmet – man hat es allerdings versäumt auch die Jahresangaben dieser neuen Ausrichtung anzupassen: Nach wie vor stehen die Zahlen 1941 und 1945 am Eingang der Anlage. Auf den maroden Betonsockeln des früheren Revolutionsdenkmals steht nun ein aus Marmor gehauener Kämpfer der Ukrainischen Aufstandsarmee, die im Zweiten Weltkrieg mit den Deutschen kollaborierte. Eine Büste des Führers der OUN-B, Stepan Bandera, ist auf dem Bahnhofsvorplatz aufgestellt. Ein 1967 errichtetes Mahnmal erinnert an die während der deutschen Besatzung ermordeten Menschen, ohne allerdings zu benennen, dass es sich bei den Toten in erster Linie um Juden gehandelt hat. Eine kleine Gedenkstätte ist den in Afghanistan gefallenen Bewohnern Kolomyjas gewidmet, die namentlich aufgeführt sind. Wie in vielen anderen ukrainischen Städten gibt es auch in Kolomyja ein stark religiös gestaltetes Tschernobyl-Denkmal (Ecke wul. Masepy/wul. W. Blawazkoho).

### Sonstiges
Die Stadt ist Namensvetter des gleichnamigen ukrainischen Volkstanzes.

## Wirtschaft und Infrastruktur
Die Stadt ist ein Eisenbahnknotenpunkt und ein Agrarhandelszentrum, auch für den Handel mit Mitteleuropa.
In der Stadt befindet sich mit dem College für Recht and Ökonomie ein Standort der Kiewer Nationalen Universität für Handel und Wirtschaft.

## Söhne und Töchter der Stadt
- Krzysztof Beck (1930–1996), polnischer Gewichtheber
- Jimmy Berg (1909–1988), austroamerikanischer Journalist, Komponist, Librettist, Rundfunkredakteur und Musikverleger
- Edmund Bergler (1899–1962), österreichisch-US-amerikanischer Psychoanalytiker
- Wilhelm Friedrich Otto Bánkowski von Frugnoni (1867–1932), Feldmarschallleutnant der k.u.k. Armee.
- Jan Edgar (1847–1900), österreichischer Theaterschauspieler, Theaterregisseur, Schriftsteller und Redakteur
- Andrij Fedtschuk (1980–2009), Boxer
- Emanuel Feuermann (1902–1942), österreichisch-deutscher Cellist
- Anton Fraes-Ehrfeld (* 1894), österreichischer Amtsrevident und Politiker
- Waleri Dmitrijewitsch Gassi (1948–2004), sowjetisch-ukrainischer Handballspieler
- Mieczysław Jagielski (1924–1997), polnischer Politiker
- Yitzhak Hans Klinghoffer (1905–1990), österreichisch-israelischer Jurist
- Jossafat Kobrynskyj (Йосафат Миколайович Кобринський; 1818–1901), ukrainischer griechisch-katholischer Priester, Publizist, Philanthrop, politischer und kultureller Aktivist
- Anatolij Kos-Anatolskyj (1909–1983), Komponist
- Leo Kreindler (1886–1942), österreichisch-deutscher Redakteur und jüdischer Verbandsfunktionär
- Wolodymyra Kruschelnyzka (1903–1937), ukrainische Dermatovenerologin, kulturelle- und soziale Aktivistin und Publizistin
- Jacob Marmorosch (1823–1905), rumänischer Bankier
- Philip Merlan (1897–1968), österreichisch-amerikanischer Philosophiehistoriker
- Jan Ewangelista Nowicki (1894–1973), Bischof von Lemberg
- Dov Noy (1920–2013), israelischer Volkskundler
- Bohdan Osadczuk (1920–2011), ukrainischer Journalist und Politikwissenschaftler
- Anastassija Rjemjen (* 1993), Leichtathletin
- Kateryna Saryzka (1914–1986), politische Aktivistin und Verbindungsperson der Ukrainischen Aufständischen Armee
- Margit Sielska-Reich (1900–1980), polnisch-ukrainische Malerin
- Ephraim Fischel Rotenstreich (1882–1938), polnischer zionistischer Politiker
- Józef Sandel (1894–1962), Kunsthistoriker, -händler und Publizist
- Heinrich Süßkind (1895–1937), kommunistischer Politiker und Journalist